# Polichna Czwarta
Polichna Czwarta (d. Polichna Górna-Kolonia) – wieś w Polsce, położona w województwie lubelskim, w powiecie kraśnickim, w gminie Szastarka.
W latach 1975–1998 Polichna Czwarta administracyjnie należała do województwa tarnobrzeskiego.
Przed 2023 r. miejscowość była częścią wsi Polichna.
Wieś stanowi sołectwo gminy Szastarka. Na koniec 2021 roku sołectwo liczyło 504 mieszkańców.
Wierni Kościoła rzymskokatolickiego należą do parafii św. Jana Marii Vianneya w Polichnie.